# Митропа куп 1965.
Митропа куп 1965 је 24. годишњица организовања такмичења Митропа купа.
Учествовало је 5 екипа из пет држава Аустрије, Италије, Мађарске, Чехословачке и СФР Југославије. Због непарног броја учесника морао се играти квалификациона меч од две утакмице између два жребом извучена клуба, да би се добио четврти полуфиналиста. Квалификационе утакмице су играли Вашаш из Будимпеште представник Мађарске и Сарајево представник Југославије. 
Завршни турнир полуфинале и финале Митропа купа 1965. одржан је у Бечу 23. јуна и 26. јуна 1965. године.

## Резултати

### Квалификације
| Клуб              | Држава   | Резултат | Земља                                            | Клуб     | 1. утак. | 2. утак. |
| ----------------- | -------- | -------- | ------------------------------------------------ | -------- | -------- | -------- |
| Вашаш, Будимпешта | Мађарска | 4:1      | Социјалистичка Федеративна Република Југославија | Сарајево | 2:1      | 2:0      |

## Полуфинале
| Клуб              | Држава   | Резултат | Земља    | Клуб        |
| ----------------- | -------- | -------- | -------- | ----------- |
| Вашаш, Будимпешта | Мађарска | 5:4      |          | Спарта Праг |
| Фиорентина        | Италија  | 3:0      | Аустрија | Рапид Беч   |

## Утакмица за 3 место
| Клуб        | Држава | Резултат | Земља    | Клуб      |
| ----------- | ------ | -------- | -------- | --------- |
| Спарта Праг |        | 2:0      | Аустрија | Рапид Беч |

## Финале
| Клуб              | Држава   | Резултат | Земља    | Клуб               |
| ----------------- | -------- | -------- | -------- | ------------------ |
| Вашаш, Будимпешта | Мађарска | 1:0      | Мађарска | Фиорентина Фиренца |

| Победник Митриоа купа 1963 |
| -------------------------- |
| Вашаш 4. Титула            |